# Талачин
Талачин или Толочин (блр. Талачын; рус. Толочин) град је у североисточном делу Републике Белорусије. Административно припада Витепској области и управни је центар Талачинског рејона.
Према проценама из 2012. у граду је живело 9.963 становника.

## Географија
Град Талачин је смештен у јужном делу Витепске области, на североистоку Белорусије, на обалама реке Друт (која се као десна притока улива у Дњепар, а која извире свега неколико километара западније од самог града). На Друту у самом граду постоје три мања водосабирна језера. Налази се на око 48 км западно од града Орше, односно око 90 км југозападно од административног центра области града Витепска и око 150 км североисточније од главног града земље Минска.

## Историја
Талачин се у писаним изворима први пут помиње 1433. као насељено место у саставу Велике Кнежевине Литваније, а од средине XVI века и као насељено место у Оршанском округу Витепске кнежевине.
Године 1772. дошло је до поделе Пољско-литванске државе, а новоуспостављена граница између Руске Империје и нове пољско-литванске државе ишла је долином реке Друт. Тако је источни део града дошао под власт Русије (као Стари или Руски Толочин), док је западни део остао у границама Литваније све до 1793. (под именом Нови или Заречни Талачин).
Приликом градње железнице од Смоленска ка Бресту 1871. пруга је тада прошла на свега 3 км источно од центра града (данас пролази кроз источне делове) где је саграђена и железничка станица.
Према подацима сверуског пописа становништва из 1897. насеље Талачин је имало 2.614 становника.
Талачин је 1920. ушао у састав тадашње Витепске губерније Руске СФСР у чијим границама је остао све до 1924. и територијалне реорганизације Совјетског Савеза када је коначно постао делом Белоруске ССР. Исте године успостављени су и Талачински и Коханавски рејон (распуштен 1931). Делом Витепске области постаје 1938. када му је додељен административни статус обласне варошице.
Административни статус града носи од 22. јула 1955. године.

## Становништво
Према процени, у граду је 2012. живело 9.963 становника.
| 1897. | 1917. | 1979. | 1989.  | 1999.  | 2009.  | 2012. |
| ----- | ----- | ----- | ------ | ------ | ------ | ----- |
| 2.614 | 2.181 | 8.441 | 11.409 | 10.700 | 10.155 | 9.963 |